# Radio Oranje

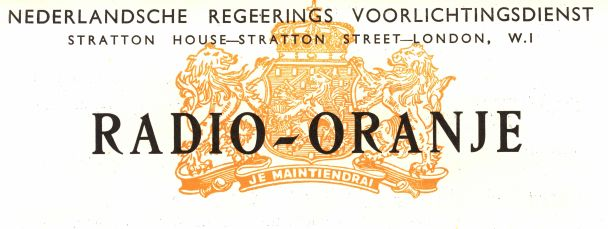
Logo de Radio Oranje.

Radio Oranje, De stem van strijdend Nederland (La voix des Pays-Bas combattants), est une station de radio néerlandaise qui émet depuis Londres pendant la période d'occupation allemande des Pays-Bas, de 1940 à 1945. Elle est la radio officielle du gouvernement néerlandais en exil, qui avait fui en Grande-Bretagne en 1940.
Ses programmes sont diffusés quotidiennement depuis Stratton House, à Londres, à 21 h 0 et durent au début 15 minutes, puis plus tard 30 minutes. La première émission a lieu le 28 juillet 1940 et comprend un discours de la reine Wilhelmine. Au fil du temps, celle-ci s'adresse au total 34 fois au peuple néerlandais.
Radio Oranje utilise les moyens techniques de la BBC mais est distincte du programme en néerlandais de la BBC, qui lui se limite aux informations et n'est pas contrôlé par le gouvernement en exil.

## Création

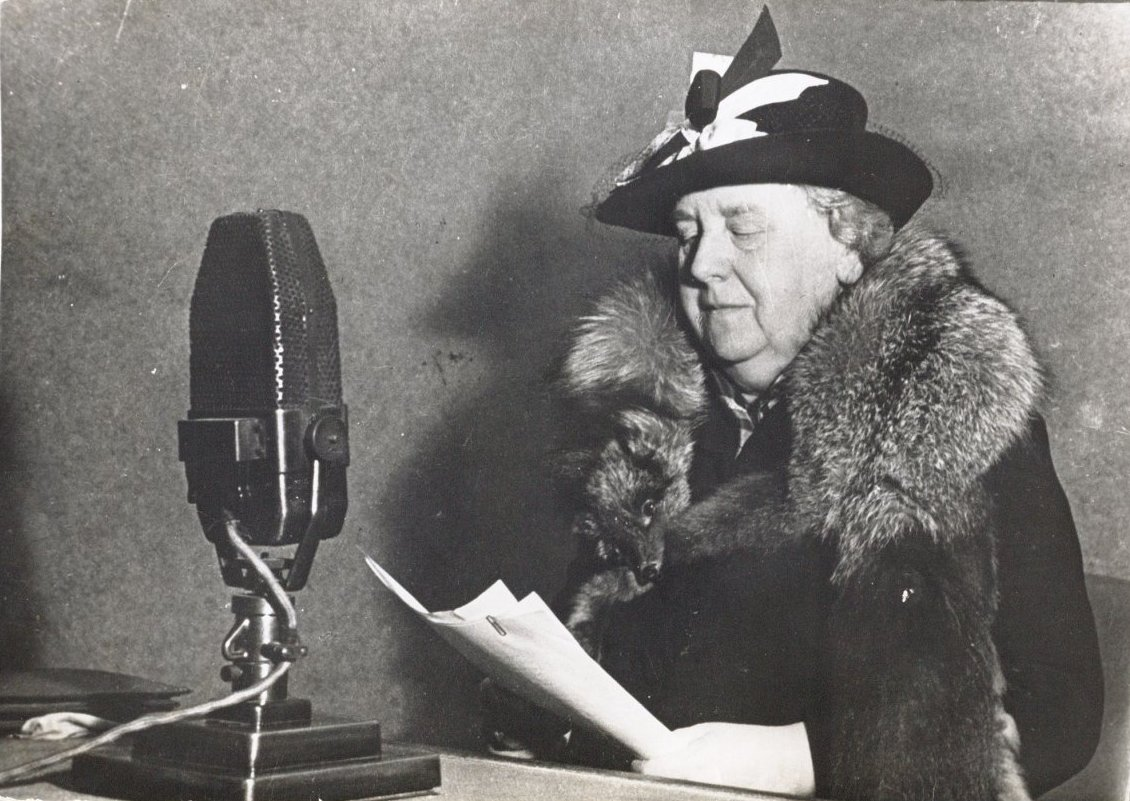
La reine Wilhelmine des Pays-Bas effectuant un discours, juillet 1940.

Le ministre des Affaires étrangères Eelco van Kleffens et le ministre des Colonies Charles Welter se réfugient à Londres avant la reddition des forces armées néerlandaises le 10 mai 1940. Suivent la famille royale, le Premier ministre Pieter Sjoerds Gerbrandy et d'autres membres du gouvernement le 13 mai 1940. Naît alors l'idée d'une station de radio qui permette à la famille royale et au gouvernement en exil de garder le contact avec le pays.
La radio est un média de masse depuis les années 1930 et la réception radio est possible même sur les îles et dans les régions rurales des Pays-Bas. L'occupant allemand procède immédiatement à la mise au pas des médias néerlandais : la radio nationale Nederlandsche Omroep (nl) (NO) est pour lui un instrument de propagande, et en mars 1941, toutes les autres stations de radio sont fermées. La presse néerlandaise, deuxième média de masse, comportant 120 titres avec un tirage total de plus de 2 millions d'exemplaires, dont beaucoup avec une édition matin et soir, se trouve réduite à une poignée de journaux fortement censurés.
Le diplomate Adriaan Pelt se charge des négociations avec la BBC, d'abord réticente car elle-même diffuse quotidiennement une émission à destination des Pays-Bas depuis le 1er avril 1940. Mais un accord est finalement trouvé. L'émetteur est installé à Stratton House, à l'origine un hôtel qui abrite le gouvernement néerlandais en exil. Loe de Jong est nommée directeur de la station.
Radio Oranje émet pour la première fois le 28 juillet 1940. La reine Wilhelmine ouvre le programme avec un discours à la population des Pays-Bas occupés. Elle utilise un langage direct, dont témoigne une phrase restée en mémoire aux Pays-Bas : « Tapez sur la tête du Boche ! ».

## Programme
Chaque jour, la station est autorisée à diffuser pendant un quart d'heure, puis plus tard une demi-heure. La musique d'ouverture est In naam van Oranje d'Abraham Jacobus Schooleman (1853 - 1875). Les annonces et les discours sont écrits par Loe de Jong et l'écrivain Jan de Hartog.
Lors des diffusions, des enregistrements audio des émissions sont réalisés sur des plaques de cire et seront pour la plupart conservés jusqu'à la fin de la guerre. Par la suite, les enregistrements sont transférés sur bande puis finalement numérisés. Les originaux se trouvent dans les archives audio de l'Institut néerlandais de l'image et du son. Les manuscrits originaux des discours de la Reine, dactylographiés à Londres sur une machine à écrire et censurés à certains endroits par les Anglais avec un stylo rouge, sont publiés après la guerre.
Des messages chiffrés à l'intention de à la résistance néerlandaise sont également glissés dans les émissions.
Le 6 mai 1941, Radio Brandaris (nl), nommée d'après le phare de l'île néerlandaise de Terschelling, commence à émettre à l'initiative de la BBC. La station s'adresse à l'origine aux marins néerlandais et est soutenue par le gouvernement néerlandais, qui a chargé le journaliste Hendrik van den Broek et l'auteur et rédacteur en chef A. den Doolaard de concevoir les programmes. Radio Brandaris devient rapidement plus populaire que Radio Orange, car elle diffuse aussi de la musique et du divertissement, et les sujets politiques sont considérées comme traités de façon plus engagée par les auditeurs. Le 2 novembre 1941, les deux stations fusionnent sous la direction de van den Broek. Le 1er septembre 1943, A. den Doolaard lui succède lorsque van den Broek prend le contrôle de Radio Herrijzend Nederland.
Un programme célèbre à l'époque est le programme de cabaret de Watergeusen avec Jetty Paerl, bientôt connue dans tout le pays comme « Jetje de Radio Oranje ». Son père, le producteur de films Jo Paer, en écrit les paroles. Malgré son succès, le programme est interrompu en 1943 à la demande du gouvernement en exil qui intervient de façon répétée dans le contenu rédactionnel.
Anne Frank mentionne plusieurs fois Radio Oranje dans son journal. Le 28 mars 1943, elle écoute le discours du ministre de l'Éducation du gouvernement néerlandais en exil Gerrit Bolkestein. Le 15 juin, elle note que l'occupant allemand a depuis le mois de mai interdit d'écouter les émetteurs ennemis.